# Nolebystenen
Nolebystenen eller Fyrungastenen, formellt Västergötlands runinskrifter 63 (signum Vg 63), är en urnordisk runsten som hittades 1894 i Noleby i Fyrunga socken, Skånings härad, i nuvarande Vara kommun. Inskriften har litteraturhistorisk betydelse som det tidigaste uttrycket för föreställningen om runornas gudomliga ursprung.

## Upptäckt och allmän karakteristik
Stenen hittades 1894 av markägaren Julius Boman genom att en häst fastnade med tjuderlinan och ryckte loss stenen. Den förvaras sedan 1896 i Statens historiska museums lager i Tumba. Stenen är av granit. På grund av dess storlek är det troligt att stenen en gång har varit placerad inne i en grav. Runorna står på parallella linjer; fyra linjer har huggits, men bara tre har använts. Det mesta av inskriften är tydlig, men på några ställen är den svårläst på grund av flagring och att runor huggits på ett svårtolkat sätt.

## Datering
Den nu av Riksantikvarieämbetet auktoriserade dateringen av inskriften är 375–570 e.Kr. Tidigare publicerade dateringar i Sveriges runinskrifter varierar mellan 400-talets slut och omkring 700. Vederhäftiga moderna litteraturhistoriska texter uppger 600‑talet som tillkomsttid.

## Texten
Den urnordiska texten är skriven med äldre futharken. Nedan anges stenens inskrift med runor, med latinska bokstäver, samt tolkning till modernt språk. Tecknet ¶ anger radslut. Vissa runor markeras som oläsliga eller svårtolkade med streck (-). I normaliseringen är [e'k] ett försök att upplösa en binderuna. Inga mellanrum mellan ord finns i inskriften; mellanrummen i nedanstående translitterering och normalisering ingår i runologers tolkning av texten.
Runskrift (äldre futhark):
ᚱᚢᚾᛟᚠᚨᚺᛁᚱᚨᚷᛁᚾᚨᚴᚢᛞᛟᛏᛟᚼ-ᚨ
ᚢᚾᚨᚦᛟᚢ ᛊᚢᚺᚢᚱᚨᚺ ᛊᚢᛊᛁᚺ --- ᛏᛁᚾ
ᚺᚨᚴᚢᚦᛟ
Translitterering av runraden:
runo fahi raginakudo toj-a ¶ unaþou ⁓ suhurah : susi(h)---tin ¶ hakuþo
Normalisering till urnordiska:
Runo fahi raginakundo toj[e'k]a. ... ... ... Hakuþo. (Med vokallängd utsatt: Rūnō fāhi/fahi raginakundō toj[e'k]a. ... ... ... Hakuþō)
Översättning till engelska:
I prepare the suitable divine rune … for Hakuþuz.
En annan äldre översättning till nusvenska är ”Runor ristar jag, de från gudarna stammande. Jag åstadkommer ro …”
Den nusvenska tolkningen publicerades i Sveriges runinskrifter. Den nyare engelska tolkningen återfinns nu (2022) i forskningsplatformen Runor som är auktoriserad av Riksantikvarieämbetet. Den kan översättas som ”Jag förfärdigar den passande gudastammande runan … för Hakoþuz.”
I båda tolkningarna ovan lämnas flera runor otolkade.
Symbolen ⁓ i translittereringen betyder ”övrigt skiljetecken”. Symbolen - betyder tecken, oftast runa, som inte kan definieras men däremot räknas. ¶ betyder radbyte.

## Tolkningshistoria
Inskriften på stenen har många gånger försökt tolkas, först av runologen Sophus Bugge år 1897. Han modifierade sin tolkning flera gånger, men hans tolkningar är förfelade. Den första delen i inskriften tolkades av Erik Brate som ”Runor ristar jag, de från gudarna stammande”. Han var den förste som gjorde den nu accepterade tolkningen av de två runföljderna runo och raginakudo som ”runor” och ”från gudarna stammande”. Fredrik Sander publicerade 1898 en tolkning som inte var ett framsteg, men förtjänar att nämnas eftersom han självständigt kom till samma tolkning av runo och raginakudo som Erik Brate. Wolfgang Krause och Elmer Antonsen har instämt i tolkningen av de två runföjderna.
I den andra delen (från unaþou) finns ingen konsensus om tolkningen av någon del av inskriften.  Otto von Friesen tolkade senare delen av inskriften som "jag bringar ro (i graven)". Slutet av inskriften, hakuþo är omdiskuterat. Hugo Jungner har två gånger behandlat inskriften och sista gången så sammanställer han hakuþo på Nolebystenen och haukoþur på stenen Vg 65. Jungner gör tolkningen att haukoþur på Vg 65 betyder ”höksnabb, oblidkelig, angripare, förföljare” och kommenterar att ”Detta tycks vara ett passande uttryck för den som skall vara en död mans hämnare”. På Nolebystenen tolkar Jungner hakuþo som ”en levande hämnare, en person som bär detta namn eller som – snarare – i eggande syfte vid ristningen tillägges detta epitet”. Riksantikvarieämbetet presenterar en tolkning från 1975 av Elmer Antonsen som skiljer sig från de äldre tolkningarna då hakuþo tolkas som namnet Hakoþuz.
Elmer Antonsen gjorde också en omtolkning av andra ordet i första delen av inskriften. Han tolkade fahi som ett adjektiv (”suitable”) i stället för ett verb för ”måla, rista” (runor).

## Konsensus om tolkningen
Endast om första delen av inskriften finns konsensus om ett sammanhang. I runföljden runo fahi raginakudo toj-a, som normaliseras Runo fahi raginakundo toj[e'k]a (eller med vokallängd markerad: Rūnō fahi/fāhi raginakundō toj[e'k]a) råder full konsensus om första och tredje ordet: runor nämns i första ordet, och tredje ordet säger att runorna kommer från gudarna. Ragn‑ är en ordstam som har att göra med gudar; vi känner ordet från Ragnarök och namn som Ragnhild (bondenamnsform Ragnel). Runologer har funnit, att runan ᛞ (som translittereras d) ofta står för nd; därför är det inte långsökt att normalisera raginakudo till raginakundō.
Om det andra ordet råder nästan full konsensus. Ordet fahi har av de flesta runologer uttytts som presens indikativ av ett verb som betydde ”måla, göra inskrift”. Samma verb finns i inledningsmeningarna på Rökstenen, och urbesläktade ord är de från latin kommande orden på pict‐, som engelska picture och paint; se Grimms lag om varför f‐ motsvarar p‐. Elmer Antonsen däremot tolkar ordet som ett adjektiv som betecknar positiva egenskaper, besläktat med fager. Elmer Antonsens minoritetsuppfattning anges idag (2022) som översättning av inskriften av Riksantikvarieämbetet.
Runorna som har normaliserats som toj[e'k]a har tolkats som två ord, ett verb som betyder ”göra”, motsvarande engelska ”to do”, tyska ”zu tun”, och pronominet ”jag” (urnordiska ekā). Dessa runor är dock svårtolkade, eftersom detta ställe i inskriften ser ut att ha en otydlig binderuna (ligatur), ovan angiven som [e'k].
Om runföljden unaþou ÷ suhurah : susi(h)---tin i inskriftens andra del råder den negativa konsensus att runföljden är otolkad. Om den avslutande runföljden hakuþo finns konsensus att en person betecknas med ett egennamn eller ett appellativ.